# Kirlian Camera

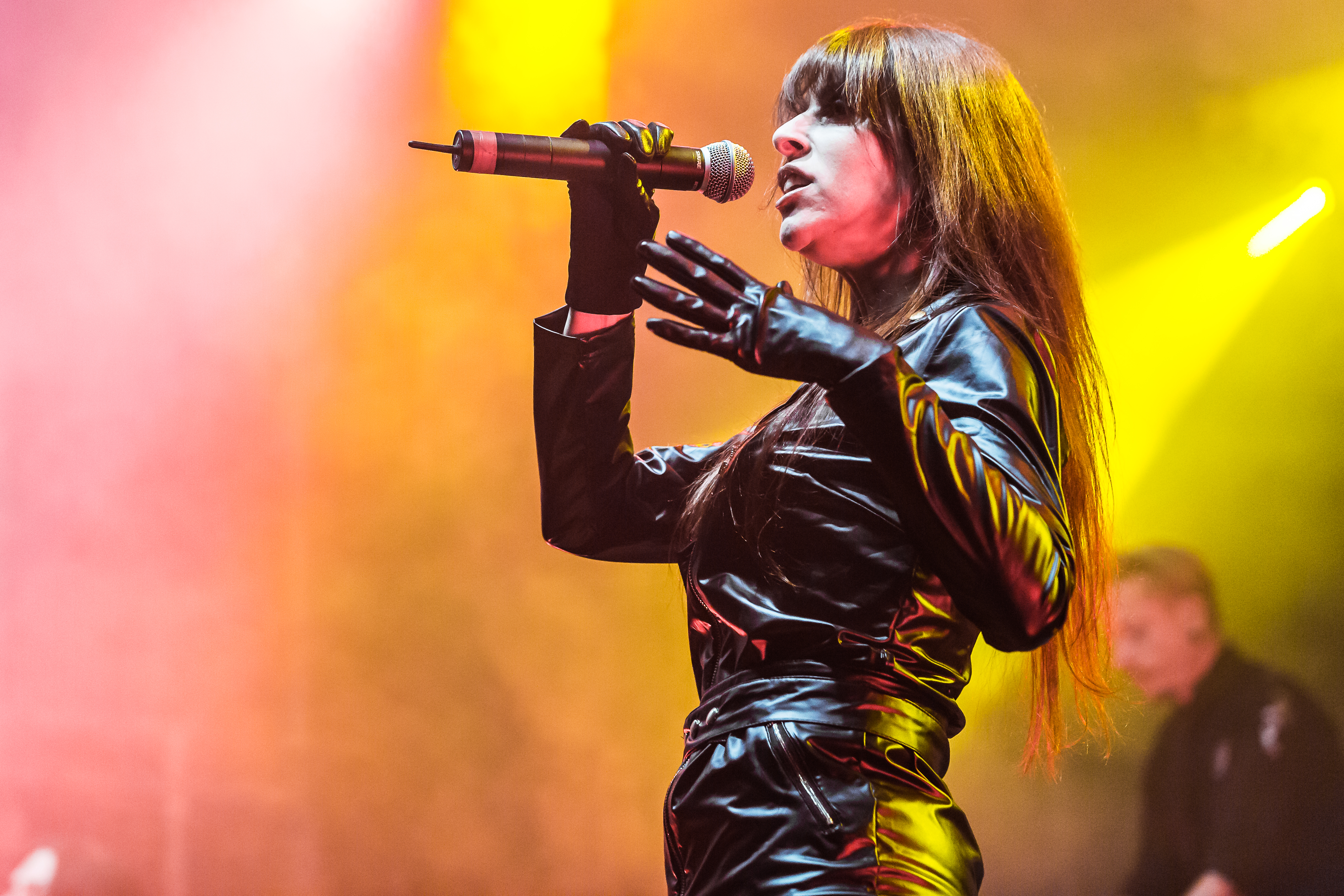
Sängerin Elena Fossi beim NCN 2018

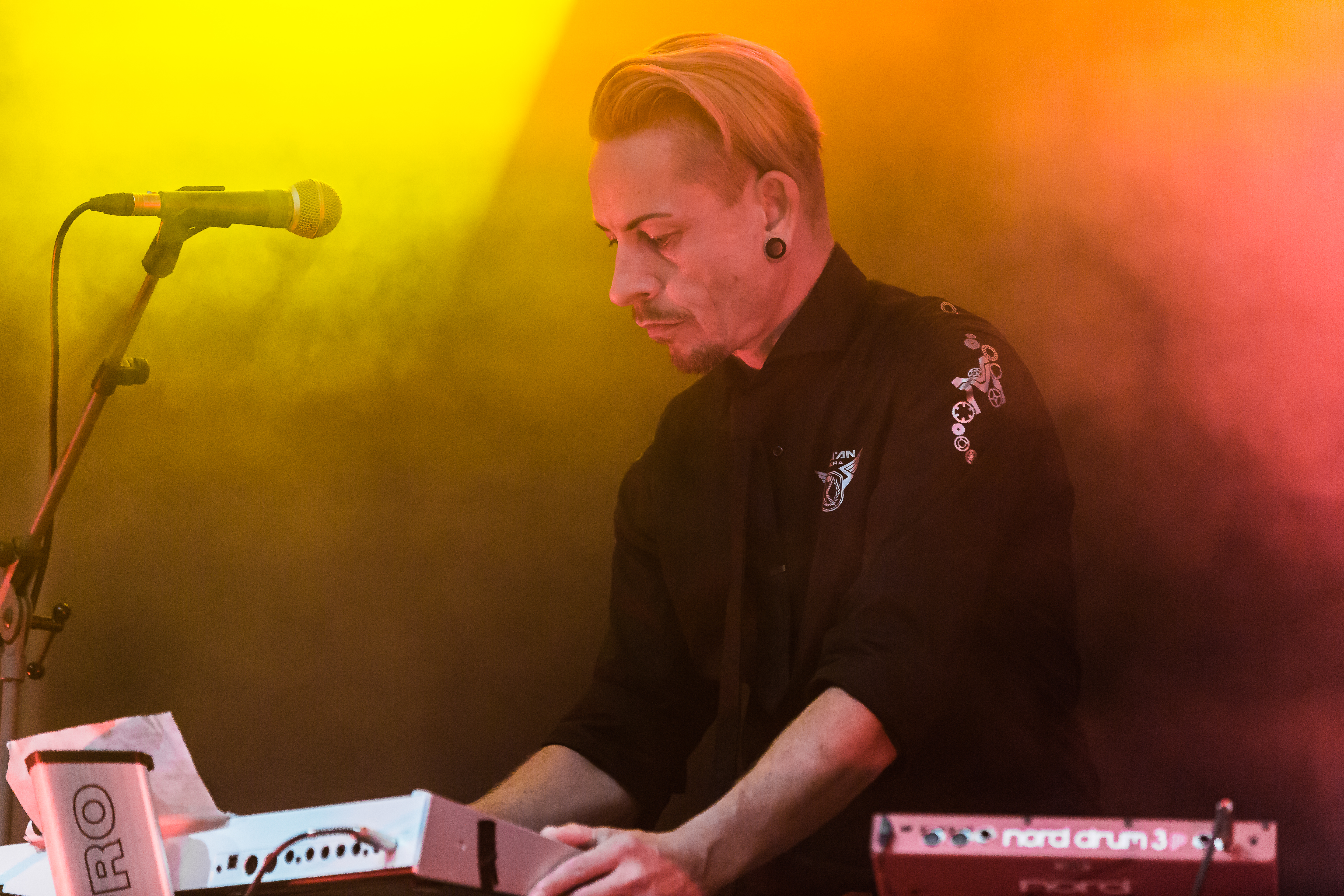
Keyboarder Falk Pitschk beim NCN 2018

Kirlian Camera sind ein italienisches Musikprojekt, das 1980 in Parma gegründet wurde. Der Name stammt von der Kirlian-Kamera, mit der man elektrische Felder darstellen kann, was in esoterischen Kreisen als „Aura“ gedeutet wird. Äußerliches und imageprägendes Erkennungsmerkmal der Gruppe Kirlian Camera ist die Maskierung des Frontmanns Angelo Bergamini und teilweise der Bandmusiker mit einer Sturmhaube.

## Stil
Die Musik von Kirlian Camera zeichnet sich vor allem durch langsame melodiöse Arrangements aus. Stilistisch wird die Musik häufig dem Dark-Wave-Umfeld zugeordnet, wobei sich zunächst konventionelle Electro-Wave-Tracks fallweise mit Neofolk-Kompositionen abwechselten. Ab 1998 kamen vermehrt Techno-Elemente zum Einsatz, dies wandelte sich erneut um die Jahrtausendwende, als Kirlian Camera das Line-up änderten. Das Album „Invisible Front. 2005“ aus dem Jahre 2004 pendelte anschließend zwischen Electroclash und Popmusik mit dem Charme der 70er und kombinierte diese Klänge vereinzelt mit Trip-Hop-Passagen.
Die Kompositionen, die meist von sanftem weiblichem Gesang getragen werden, erzeugen eine tiefgründige und ernste Atmosphäre. Für die Melodien kommen vor allem Synthesizerflächen, Chorsounds, Streicherklänge und teilweise Akustikgitarren zum Einsatz.
Die Rhythmuselemente wirken meist eher hintergründig und sind sparsam arrangiert. Hierfür verwendet Kirlian Camera meist elektronische Klangerzeuger bzw. Drumcomputer. Charakteristisch ist auch das Einspielen von Sprachsamples.
Die melancholische Wirkung der Musik wird auch in den Texten umgesetzt. Thematisch geht es hier um persönliche Ängste, Trauer, Einsamkeit, Erinnerung an Liebe und Todessehnsucht. Mit dem Stilmittel einer dunklen Romantik werden unter anderem Fragen des Glaubens angesprochen. Oft wird eine gedankliche Reise in eine futuristische Science-Fiction-Welt unternommen. So wird beispielsweise in dem Song Solaris auf das gleichnamige Werk von Stanislaw Lem und Andrei Tarkowski Bezug genommen.
Unter den Kompositionen finden sich auch tanzbare Songs wie z. B. „Blue Room“, „Edges“, „Ocean“ oder die erste Version von „Heldenplatz“. Immer wieder werden auch experimentelle Stücke geschaffen, die mit Soundcollagen arbeiten und stilistisch der Ambient-Musik zuzuordnen sind.
Das in deutschen Szene-Clubs wohl bekannteste Lied „Eclipse“, das in mehreren Versionen veröffentlicht wurde, gilt als Klassiker.

## Geschichte
Ursprünglich wurde die Band 1979 vom Sänger und Keyboarder Angelo Bergamini unter dem Namen „Suicide Commando“ gegründet. Da es jedoch bereits eine Musikgruppe mit diesem Namen gab, änderte Bergamini den Namen im Jahre 1980. Er beschäftigte sich zu der Zeit mit Esoterik und so übernahm er „Kirlian Camera“, den Vorschlag des Bassisten Mauro Montacchini. Neben Bergamini und Montacchini gehörten Fabrizio Chiari (Keyboard) und Simona Buja (Gesang) zur Originalbesetzung.
Mit der ersten Veröffentlichung Dawn im Jahre 1980 trennte sich Montacchini von den anderen Mitgliedern und wurde durch Giorgio Vecchi ersetzt. 1982 verließen Chiari und Vecchi Kirlian Camera, an ihre Stelle traten Paul Sears und Bruno Bizzarri. Nach der ersten Langspielplatte It Doesn't Matter, Now kamen noch Piero Canavera (elektronisches Schlagzeug) und inoffiziell Renato Ollivo (Gitarre) hinzu.
Mit der 1985 veröffentlichten Single Blue Room wurden Kirlian Camera dann auch außerhalb Italiens bekannt. Paul Sears beendete seine Mitgliedschaft bei Kirlian Camera. Produzent und Schlagzeuger Charlie Mallozzi, der bereits an dem Debütalbum It Doesn't Matter, Now mitwirkte, ergänzte das Projekt erneut. Die beiden Singles Ocean und Heldenplatz erschienen anschließend auf dem neuen Label Virgin Music. Besonders im Heimatland Italien wurden Kirlian Camera durch TV-Auftritte bekannt, sie kamen jedoch – vor allem durch den Vertrag mit Virgin – unter Erfolgsdruck.
Im Jahre 1988 kündigte die Band den Vertrag und Sängerin Simona Buja verließ Kirlian Camera. Gleichzeitig wurde die zweite LP Eclipse: Das Schwarze Denkmal veröffentlicht. An diesem Album arbeitete erstmals auch die Sängerin und Keyboarderin Emilia Lo Jacono mit, die seitdem neben Bergamini zur Stammbesetzung Kirlian Cameras gehört. Der Titeltrack Eclipse entwickelte sich zu einem internationalen Hit.
1991 erschien mit großem Erfolg die dritte LP Todesengel: The Fall of Life bei Lo Jaconos Independent-Label „Heaven's Gate“. Mit dem dritten permanent integrierten Mitglied Simon Balestrazzi (Schlagzeug, Gitarrenprogrammierung) folgte eine Zeit, in der Kirlian Camera regelmäßig Alben auf den Markt brachten, darunter auch Kooperationen mit Projekten wie Dive und :Wumpscut:. Gleichzeitig setzten sich Kirlian Camera länderübergreifend immer mehr durch. Neben Österreich, Schweiz und den Niederlanden wurde vor allem Deutschland zu einem Kernpunkt der Anhängergemeinde, wo zahlreiche Tourneen stattfanden.
Simon Balastrazzi verließ 1997 Kirlian Camera. An seine Stelle traten Barbara Boffelli (Gesang) und Ivano Bizzi (Keyboard). Letzterer war schon früher mitunter eingesprungen.
Im Jahr 2000 verließ Barbara Boffelli die Gruppe und wurde durch Elena Fossi ersetzt. 2002 widmeten sich die Bandmitglieder Nebenprojekten, wie Stalingrad (Angelo Bergamini, Elena Fossi und Ivano Bizzi) und Siderartica (Elena Fossi mit Andrea Savelli und ihrem Bruder Andrea Fossi, die Kirlian Camera bei Konzerten als Live-Musiker unterstützen).
Anfang 2003 kam Mauro Montacchini, Mitbegründer der Band, wieder hinzu, sodass die Stammbesetzung mit Bergamini und Fossi erneut aus drei Personen besteht. Live traten alternativ auch Emilia Lo Jacono, Nancy Appiah, Roberta Astolfo (auch bekannt als Leutha), Lydia Dumfeh und die frühere Sängerin Barbara Boffelli auf. 2004 kam zur Studiobesetzung Simone Mulè von der Gruppe „La Fille Biaise“ dazu, allerdings nur für kurze Zeit.
2004 veröffentlichten Kirlian Camera das Album Invisible Front. 2005, auf dem es zur Zusammenarbeit mit Projekten wie Naevus, Jarboe und anderen Künstlern kam. Schon bei den Alben Still Air (2000) und Absentée (2001) waren deutlich musikstilistische Umschwünge zu erkennen gewesen.
Ende 2005 kam Falk Pitschk zur Band und ersetzte 2006 den Keyboarder Andrea Fossi. Des Weiteren wurde ab Dezember 2006 Sarah Crespi als Violinistin eingesetzt.
2009 veröffentlichten Kirlian Camera das Album Shadow Mission Held V unter anderem mit neuen Versionen von Edges und Heldenplatz.
Ende des Jahres 2009 erschien die Kirlian Camera Collection Odyssey Europa mit allen Singles der Bandgeschichte als Doppel-CD und limitierte Edition mit 4 CDs (Universal Music).
Aufgrund der vielen Wechsel im Line-up und den musikalischen Aktivitäten der ehemaligen und momentanen Mitglieder auch außerhalb Kirlian Camera, z. B. in Form von Neben- oder Soloprojekten, ergibt sich gewissermaßen ein Netzwerk von Musikern (United Gladiators), Projekten und Bands, dessen Zentrum Kirlian Camera und vor allem Angelo Bergamini zu sein scheint. Zudem werden auf der Homepage von Kirlian Camera auch die Nebenprojekte in der Diskografie aufgeführt.

## Kontroversen
Ein Interview des Spiegel vom 26. April 1999 mit dem antifaschistischen Autor Alfred Schobert löste Rechtsextremismusvorwürfe aus. Auf dem 1991 erschienenen Album Todesengel – The Fall of Life (im Stück „U-Bahn V.2 Heiligenstadt“) seien Samples einer Rede des rumänischsprachigen Faschistenführers Corneliu Zelea Codreanu zu hören.
Kritisiert wurde, die Band habe für Videoperformances auch Bildmaterial aus dem Dritten Reich verwendet. Ferner würde der Titel The Theatre of Dreams (Birkenau 1995) auf das KZ Auschwitz-Birkenau Bezug nehmen. Die Gruppierung Grufties gegen Rechts versuchte mit Boykottaufrufen und Störungen Auslandskonzerte in Deutschland zu verhindern.
Die Band widersprach der Kritik, zumal zu ihrem Line-up politisch links Orientierte als auch eine Schwarzafrikanerin gehöre. Die Verwendung von Assoziationen mit dem Dritten Reich unterstrichen den morbiden Charakter der Musik und entsprächen eher der Ästhetik als der Ideologie. Inzwischen werde live auf jede missverständliche Darstellung verzichtet.
Kirlian Camera vertonten auch mehrere Stücke kommunistischer und jüdischer Schriftsteller wie Alfred Mombert oder Rudolf Leonhard (Der Tote Liebknecht, 1992).

## Diskografie

### Studioalben
- 1983: It Doesn’t Matter, Now (LP/CD, A.T.G., Norton North)
- 1988: Eclipse – Das Schwarze Denkmal, (LP/MC/CD, Rose Rosse, Discordia)
- 1991: Todesengel – The Fall of Life (CD/LP Picture Disc, Blue Rain)
- 1995: Solaris – The Last Corridor (CD/2-CD, Discordia)
- 1996: Pictures from Eternity (CD/LP, Discordia/Triton)
- 1999: Unidentified Light (CD, Triton)
- 2000: Still Air [Aria Immobile] (CD, E.N.D.E. Radio Luxor / SPV)
- 2004: Invisible Front. 2005 (CD/2-CD, Trisol)
- 2006: Coroner’s Sun (CD/2-CD, Trisol)
- 2009: Shadow Mission HELD V (CD/LP, Out of Line)
- 2011: Nightglory (CD/2-CD/2-LP, Out of line, Rough Trade)
- 2013: Black Summer Choirs (CD/2-CD, Out of line, Rough Trade)
- 2018: Hologram Moon (CD/2-CD, Dependent Records)
- 2021: Cold Pills (Scarlet Gate of Toxic Daybreak) (2-CD/2-LP, Dependent Records)
- 2024: Radio Signals for the Dying (Dependent Records)

### Kompilationen
- 1998: The Ice Curtain (2-CD, Nova Tekk)
- 2002: Uno (CD, E.N.D.E. Radio Luxor) – (Re-)Release von Kirlian Camera (EP, 1981) und Dawn… (Demotape, 1980)
- 2009: Odyssey Europa (2-CD/4-CD, Out of Line)
- 2010: Not of This World (3-CD, Trisol)
- 2015: Radio Music A – The Best of Kirlian Camera (CD, Norton North)

### Singles und EPs
- 1981: Kirlian Camera (Vinyl 12", Italian)
- 1983: Communicate (Vinyl 12", Memory)
- 1984: Edges (Vinyl 12", Italian/ZYX)
- 1985: Blue Room (Vinyl 7"/12", Italian/ZYX)
- 1986: Ocean (Vinyl 7"/12", Virgin)
- 1987: Helden Platz (Vinyl 7"/12", Virgin)
- 1988: Austria – Tor Zwei (Vinyl 7"/12", Rose Rosse)
- 1992: Schmerz (CDM/Vinyl 7", Discordia)
- 1994: Eklipse Zwei [Eclipse Part 2] (CDM, Discordia)
- 1994: Erinnerung (CDM, Discordia)
- 1996: Your Face in the Sun (CDM, Discordia)
- 1997: The Desert Inside (CDM/Picture Disc, Triton, Uranium's Studio)
- 1998: Drifting (CDM, Nova Tekk)
- 1999: The Burning Sea (CDM, Triton)
- 2000: Le Printemps Des Larmes (Vinyl 7") – Re-Release der Bonus-Disc von 1995
- 2001: Absentee (CD, E.N.D.E. Radio Luxor / SPV)
- 2004: Berliner Messe (Vinyl 7", Small Voices)
- 2011: Ghlóir Ar An Oíche (MCD/Vinyl 10" Picture Disc)
- 2012: Immortal (CDM, Out Of Line)
- 2015: The Three Shadows (CD/Vinyl 7", Norton North)
- 2017: Sky Collapse (CD/Vinyl 12", Dependent Records)
- 2019: Hellfire (CD/Vinyl, Dependent Records)
- 2021: The 8th President (CD/Vinyl 12", Dependent Records)

### Kollaborationen
Kirlian Camera & Simona Buja
- 1982: Passing Masks (12")

Kirlian Camera & The Human League
- 1986: Human / Ocean (7", Virgin)

Kirlian Camera & Andromeda Complex
- 1993: Split (3"-CD, Blue Rain)

Ordo Ecclesiae Mortis
- 1994: Zentralfriedhof I (1985–1986) (CD)

Kirlian Camera & Dive
- 1995: Obsession (CDM, Discordia/Triton)

Kirlian Camera & Siderartica
- 2003: FOS III (3"-CD-R)

Kirlian Camera & Stalingrad
- 2003: Live In London (CD)

### Seitenprojekte (Auswahl)
- 1994 Andromeda Complex (mit Angelo Bergamini u. a.)
- 2002 Siderartica (mit Elena Fossi u. a.)
- 2005 Plastic Autumn (mit Falk Pitschk, Angelo Bergamini -> Produzent)
- 2007 Spectra Paris (mit Elena Fossi u. a.)
- 2014 New Processean Order (mit Angelo Bergamini, Elena Fossi, Kyoo Rossi u. a.)